# Rachel Grant
Rachel Grant, volledige naam Rachel Louise Grant De Longueuil, (Luzon) (Filipijnen), 1977) is een Britse actrice en model. Ze werd bekend door haar rol als Bond-girl in de film Die Another Day. Buiten haar acteercarrière trad zij ook op als body-double van Angelina Jolie in Lara Croft: Tomb Raider en als professor Myang Lee in het televisieprogramma Brainiac.